# Raymond Ahoua
Mons. Raymond Ahoua, F.D.P. (* 1. května 1960, Bonoua) je římskokatolický duchovní z Pobřeží slonoviny, řeholník kongregace Synů Boží prozřetelnosti a biskup Grand-Bassam.

## Život
Narodil se 1. května 1960 ve městě Bonoua.
Ve 14 letech začal pracovat v technickém centru Synů Boží prozřetelnosti v Anyamě. Studoval v seminárním lyceu v Dapaongu v Togu a od roku 1983 filosofii na Boloňské univerzitě. Nakonec studoval teologii ve vyšším semináři v Anyamě.
Vstoupil do kongregace Synů Boží prozřetelnosti a 6. ledna 1990 složil své věčné sliby. Dne 14. července 1990 byl vysvěcen na kněze. Po vysvěcení působil v různých farních funkcích, jako misionář v Keni, profesor na Katolické univerzity Východní Afriky, profesor Teologického institutu v Nairobi.
Dne 27. března 2010 jej papež Benedikt XVI. jmenoval biskupem Grand-Bassam. Dne 4. července 2010 byl vysvěcen na kněze. Světiteli byli arcibiskup Ambrose Madtha, biskup Paul Dacoury-Tabley a Giovanni D'Ercole.